# الأولمبياد الصيفية للملاكمة نساء 2020 فئة وزن الذبابة
الأولمبياد الصيفية للملاكمة نساء 2020 فئة وزن الذبابة هي بطولة أولمبية للنساء في رياضة الملاكمة فئة وزن الذبابة تابعة للأولمبياد الصيفية 2020 أقيمت بين 25 يوليو و7 أغسطس 2021 في صالة ريوغوكو كوكوغيكان في طوكيو. تنافس في البطولة 26 ملاكمين من 26 دولة.